# Rauchquarz

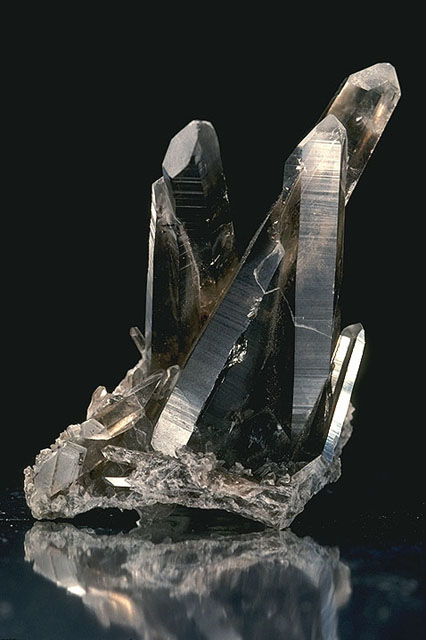
Rauchquarz-Kristallstufe

Rauchquarz (oder Morion) ist eine Varietät des Minerals Quarz, die durch natürliche oder künstliche Gammastrahlen graubraun (rauchfarben) bis schwarz (Morion) gefärbt wurde. Meistens ist brauner Rauchquarz durchsichtig bis durchscheinend. Gut ausgebildete Rauchquarz-Kristalle sind zwar seltener als vergleichbare Bergkristalle, aber dennoch relativ oft zu finden.

## Etymologie und Geschichte

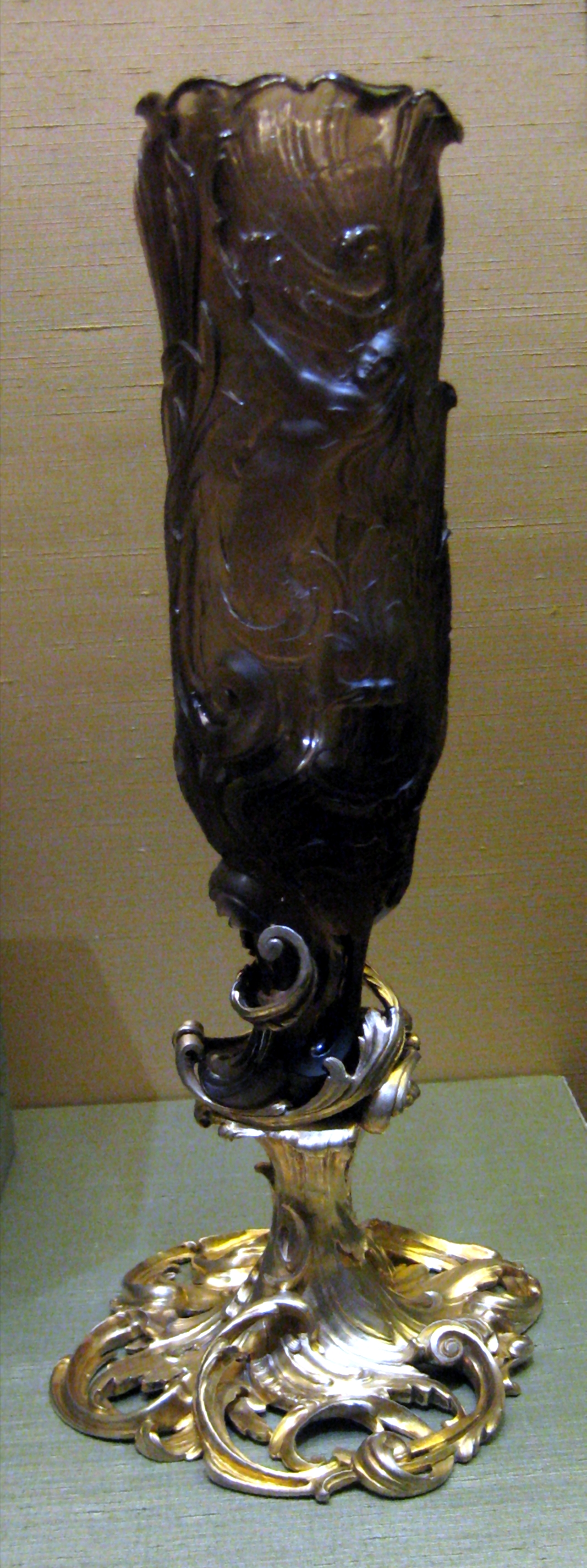
Fabergé-Vase von 1898

Der Name Rauchquarz geht auf die Farbe dieser Quarzvarietät zurück. Der ebenfalls häufig verwendete Name Morion für die dunkelgraubraune bis schwarze Varietät kann auf den römischen Geschichtsschreiber und Naturforscher Plinius zurückgeführt werden. Dieser nannte das Mineral in seiner Enzyklopädie Naturalis historia (Buch 37, Kapitel 173) mormorion. Im deutschsprachigen Raum wurde dieser Name zu Morion verballhornt.

## Eigenschaften
Durch die Bestrahlung von farblosem Quarz mit ionisierenden Strahlen (z. B. Gammastrahlen) kommt es zur Ausbildung von Gitterdefekten bzw. Farbzentren. Im Fall der natürlichen Bestrahlung sind radioaktive Mineralien bzw. Elemente im umgebenden Gestein für die Entstehung der Farbzentren ursächlich.
Zu chemischen und physikalischen Eigenschaften siehe Hauptartikel Quarz.

## Bildung und Fundorte
Rauchquarz bildet sich überwiegend in granitischen Pegmatiten, kann aber auch in alpinotypen Quarzgängen und in Hohlräumen (Geoden) von Vulkaniten entstehen.
Als häufige Mineralbildung ist Rauchquarz weltweit an vielen Fundorten anzutreffen, wobei bisher fast 2400 Fundorte dokumentiert sind (Stand 2019). Häufig werden dabei auch Kristalle von mehreren Metern Länge entdeckt. Zu den größten weltweit entdeckten Rauchquarzen gehört ein in Kasachstan gefundener Kristall mit einem Gewicht von 77 Tonnen.
Bekannte Fundgebiete liegen unter anderem in Australien, Brasilien, Madagaskar, Russland, der Schweiz, Schottland, der Ukraine und den Vereinigten Staaten.

## Verwendung

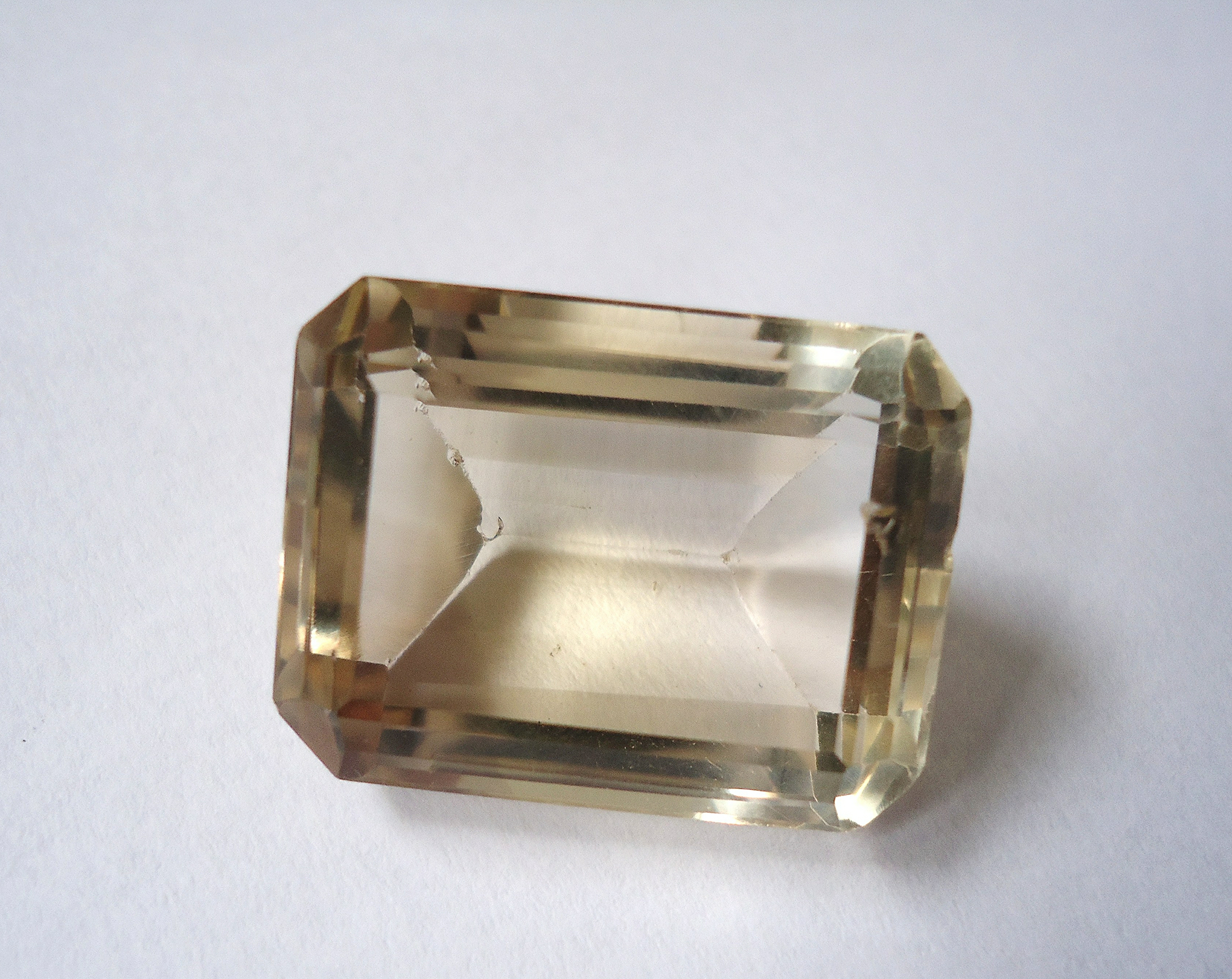
Geschliffener Rauchquarz

Rauchquarz wird ausschließlich zu Schmucksteinen und Kunstobjekten verarbeitet. Gelegentlich findet sich im Handel die Bezeichnung „Rauchtopas“, die allerdings zu den unerlaubten Handelsnamen gehört.
Aus aluminiumhaltigen Bergkristallen (farblose Quarze) lassen sich durch künstliche Bestrahlung relativ leicht Rauchquarze erzeugen, was vor allem bei Quarzen aus Arkansas (USA) in großen Mengen durchgeführt wird. Die Fundortangabe Arkansas kann daher bei Rauchquarzen immer als verdächtig angesehen werden. Eine Gefahr stellen durch Bestrahlung erzeugte Rauchquarze allerdings nicht dar, da bei diesem Prozess keine radioaktiven Isotope entstehen.